# Yellow Yeiyah
Yellow Yeiyah, né le 9 septembre 1984 à Ondo, est un nageur nigérian.

## Carrière
Yellow Yeiyah est médaillé d'argent du 50 mètres papillon aux Jeux africains de 2007 à Alger.
Aux Championnats d'Afrique de natation 2008 à Johannesbourg, il est médaillé de bronze du 50 mètres nage libre et du 50 mètres papillon. 
Il participe ensuite aux Jeux olympiques d'été de 2008 à Pékin, où il est éliminé en séries du 50 mètres nage libre.